# 佩斯内城教堂
佩斯内城教堂（Budapest-Belvárosi Nagyboldogasszony）, 官方名称为“圣母玛利亚教堂”，是罗马天主教在匈牙利布达佩斯的一个堂区教堂。该堂毗邻古罗马城墙以及伊丽莎白桥。

## 历史
这座教堂的历史最早可以追溯到罗马式时期。1046年，恰纳德（Csanád）主教圣盖勒特（Gellért）埋在那里。
14世纪，匈牙利国王西吉斯蒙德开始重建，采用哥特式风格。在马加什一世统治期间，增加了两条侧廊。
在土耳其时期，它曾被用作清真寺，仍然可以看到东南墙上这一时期的一个米哈拉布。
1723年发生火灾后，于1725年至1739年间对其进行了修复，采用巴洛克风格由建筑大师捷尔吉·鲍尔·亚诺斯（György Pauer János，1692-1752)指导。1828年，启蒙时代伟大的匈牙利戏剧推动者伊斯特万·库尔萨尔（István Kultsár，生于1760年）安葬在教堂的拱顶。1839年，该堂建成飞扶壁，又于1932年拆除，以改善哥特式的窗户和床的照明。
这座教堂已经历了数次修复：1805年至1808年，由János Hild；1889年，由Imre Steindl；1945年之后，由Lászlo Gerő。室内的壁画于1976-77年间修复。2010年，在后殿发现了一张安茹-西西里王朝时期（14世纪）的圣母玛利亚宝座，令人惊讶地完好无损。教堂的外部一直被忽视，直到2011年，对教堂前的公园进行了翻修之后，教堂的立面才由匈牙利建筑师 Mezős Tamás翻修。
伊丽莎白桥在第二次世界大战期间被毁，战后重建该桥时，匈牙利共产党政府试图拆除教堂，但天主教会通过与共产党当局的精明谈判，成功地保存了这一历史宝藏。
在2014年至2016年间进行的考古发掘中，发现了营房指挥官的房间，并修建了一座副教堂。翻修后，2016年8月15日，教堂由佩特·埃尔德博士移交给信徒和访客。